# Polypedilum vanderplanki
Polypedilum vanderplanki ist eine Zuckmückenart, die unter anderem in Nigeria vorkommt.

## Kryptobiose bei den Larven
Die Larven von Polypedilum vanderplanki sind die sowohl kälte- als auch trockenheitsresistentesten Insekten. Sie können als dehydrierte Larven in flüssigem Helium (−270 °C) bis zu fünf Minuten ohne bleibende Schäden überleben. Außerdem ist Polypedilum vanderplanki die einzige bekannte Art, die bis unter 3 % Feuchtigkeit austrocknen und überleben kann. In natürlicher Umgebung sind die Larven Temperaturen von über 70 °C ausgesetzt. Im Labor überlebten sie Temperaturen von über 100 °C für drei Stunden, Temperaturen von über 200 °C für fünf Minuten. Sie können sich von einem völlig getrockneten, inaktiven Status innerhalb von weniger als einer Stunde (in ca. 44 Minuten) zu einem vollkommen aktiven Status wiederherstellen. Diese zeitweise starke Einschränkung der körperlichen Aktivitäten bezeichnet man als Kryptobiose.

## Systematik
Entdeckt wurden die Tiere von dem britischen Entomologen Frederic L. Vanderplank im Umland von Anara, etwa 20 Meilen entfernt von Kadua, im Norden Nigerias, der sie 1949 an das British Museum of Natural History in London übersandte. Dort wurden sie von Howard Everest Hinton 1951 erstmalig wissenschaftlich beschrieben und nach Vanderplank benannt.

## Belege
1. ↑  Howard Everest Hinton: A new Chironomid from Africa, the larva of which can be dehydrated without injury. Proceedings of the Zoological Society of London, August 1951. doi:10.1111/j.1096-3642.1951.tb00801